# Q2 Стедіум
«Q2 Стедіум» (англ. Q2 Stadium) — футбольний стадіон у місті Остін, штат Техас, США, домашня арена клубу «Остін» з MLS. Місткість арени становить 20 738 глядачів під час футбольних матчів.

## Історія
Після того як «Коламбус Крю» почав розглядати можливість переїзду в Остін, виникла необхідність будівництва нового стадіону. І хоча команда все ж не переїхала, у місті було вирішено створити нову команду «Остін», яка б мала грати на новому стадіоні. Вартість арени склала біля 260 млн доларів.
Будівництво стадіону розпочалося 2019 року, а відкриття відбулось 16 червня 2021 року. Відкриттям стадіону став матч між жіночими футбольними збірними США та Нігерії (2:0), а вже наступного місяця на стадіоні відбувся півфінал Золотого кубка КОНКАКАФ 2021 року.